# Ida Sembe
Ida Victoria Rahunen Sembe, född 16 september 2002 i Göteborg, är en svensk handbollsspelare, och spelar som högersexa.

## Karriär
Ida Sembes moderklubb är Sävehof där hon debuterade i dess A-lag säsongen 2020/2021. Med klubben har hon tagit tre SM-guld. Hon har även representerat svensk landslaget på ungdomsnivån. I oktober 2024 blev hon inkallad till A-landslaget.